# شاخص قیمت مصرف‌کننده

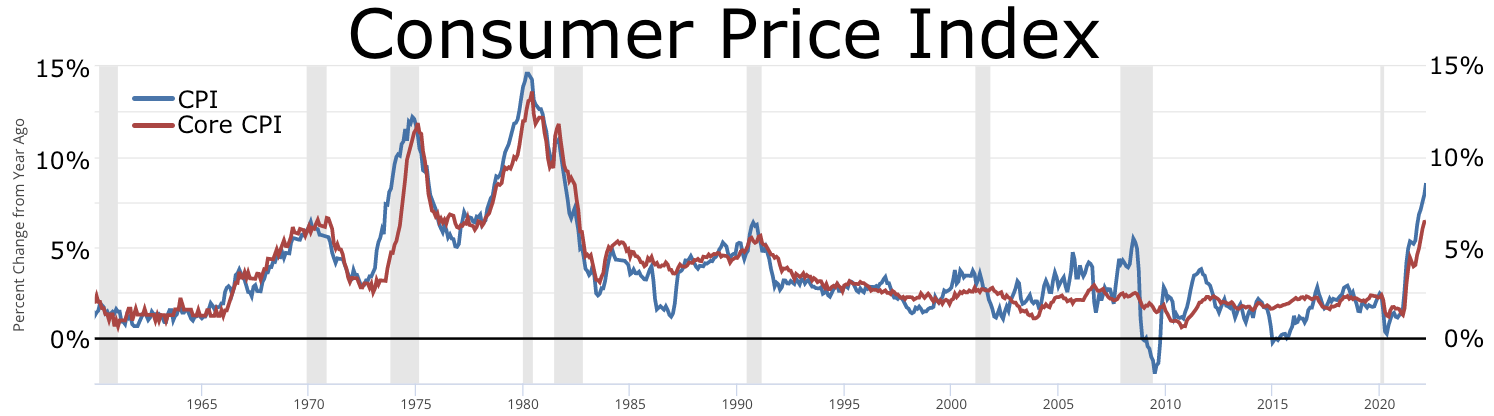
نمودار تاریخچه شاخص قیمت مصرف‌کننده آمریکا
سی‌پی‌آی
سی‌پی‌آی خالص (بجز غذا و انرژی)

شاخص قیمت مصرف‌کننده (به انگلیسی: Consumer price index) با کوته‌نوشت سی‌پی‌آی (CPI)، معیاری برای اندازه‌گیری تغییر در قیمت میانگین کالا و خدمات مصرفی یک خانوار متوسط است.
این شاخص نشان‌دهنده تورمی است که مصرف‌کنندگان در زندگی روزمره خود احساس می‌کنند.
سرمایه‌گذاران توجه ویژه‌ای به سی‌پی‌آی دارند و از آن برای پیشبینی قیمت دارایی‌های حساس به تورم، مانند اوراق قرضه و کالاهای اقتصادی استفاده می‌کنند.